# Oreella vilucensis
Oreella vilucensis är en djurart som tillhör fylumet trögkrypare, och som beskrevs av E.von Rahm 1931. Oreella vilucensis ingår i släktet Oreella och familjen Oreellidae. Inga underarter finns listade i Catalogue of Life.